# Estruturas adaptativas

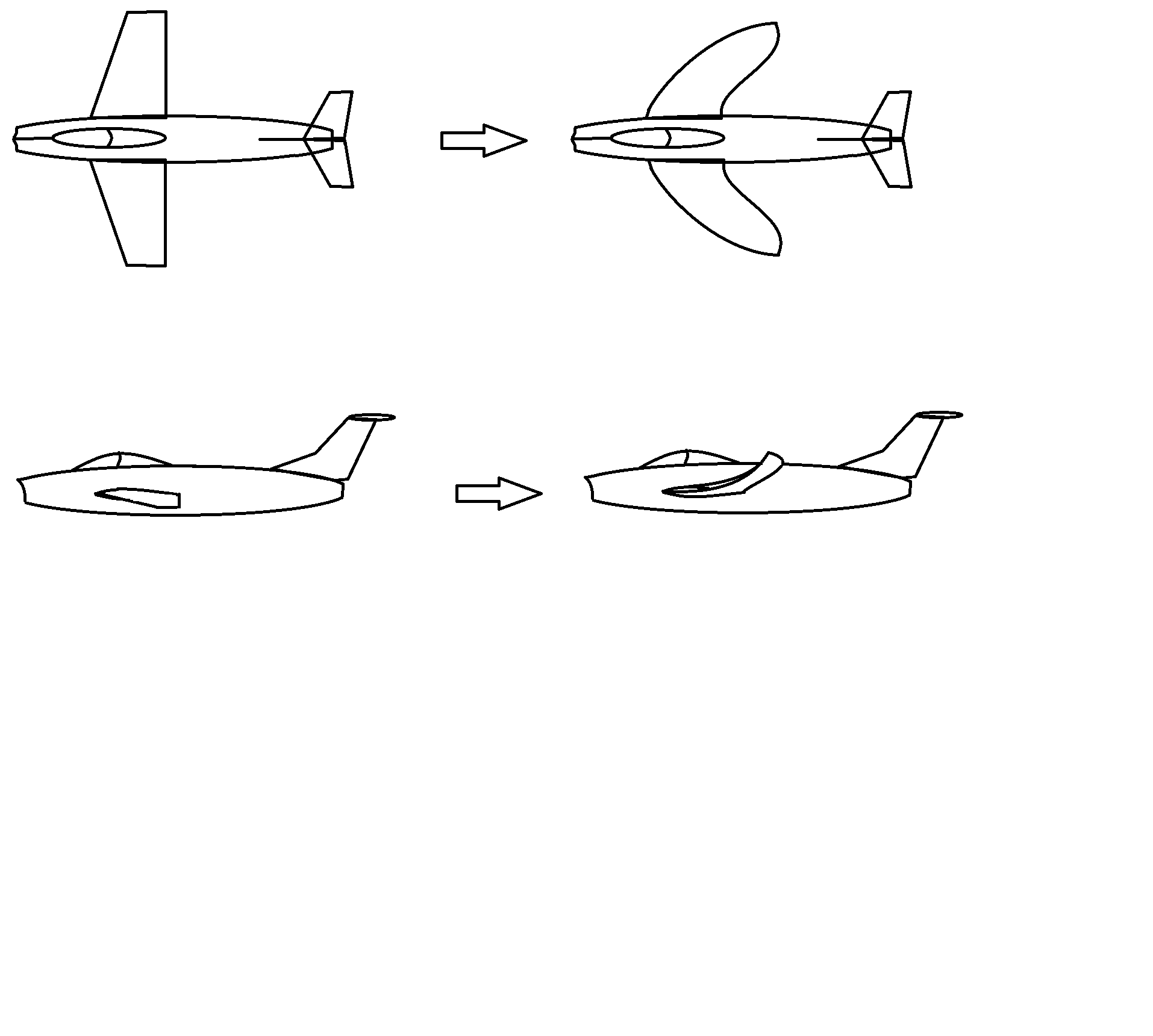
Desenho simplificado de aeronave com estrutura de asa adaptativa

Uma estrutura adaptativa (também chamada de estrutura ativa) é uma estrutura mecânica capaz de alterar sua configuração, forma ou propriedades em resposta a mudanças do meio em que se encontra.
	O termo estrutura ativa também se refere a estruturas que, diferentemente das estruturas de engenharia tradicionais (pontes, edifícios), requer constante movimentação e necessita de uma entrada de potência para permanecer estável. A vantagem das estruturas ativas é de poderem ser muito maiores e massivas que uma estrutura estática tradicional: um exemplo seria a space fountain, uma edificação que pode se estender até a órbita terrestre.

## Composição da estrutura adaptativa
Estruturas adaptativas são sistemas complexos que exibem movimento,detecção e inteligência artificial. Fazendo uma analogia biomimética, vamos considerar, por sua vez, os atuadores (músculos artificiais), os sensores (sentidos artificiais) e rede de inteligência artificial do microcontrolador (nervos, cérebro e mente artificiais).

### Músculos Artificiais - Atuadores
Materiais que permitem que uma estrutura se adapte a seu ambiente é conhecido como atuadores. Estes materiais tem a capacidade de alterar a forma, rigidez, posição,
frequência natural, amortecimento, atrito, vazão de fluido e outras características mecânicas de estruturas adaptativas em resposta a mudanças de temperatura, campo elétrico. Os materiais mais comuns do atuador são as ligas com efeito memória de forma, materiais piezoelétricos, materiais eletroreológicos, dentre outros.

### Sentidos artificiais - Sensores
Uma das funções mais críticas nesse tipo estrutura é o de sentir. Detecção de vibração e amortecimento, atenuação acústica, detecção de danos e controle são apenas alguns exemplos. Capacidades de detecção pode ser dado às estruturas por anexar externamente sensores ou incorporando tais sensores dentro da estrutura durante a fabricação. Alguns dos materiais sensores utilizados para este fim incluem fibras óticas, materiais piezoelétricos, etc.

### Cérebro - Processamento de sinal, comunicação e controles
Abordagens modernas de controle incluem controle adaptativo, redes neurais e controle probabilístico, sendo citados apenas alguns. No entanto, as vantagens no quesito de inteligencia dos materiais adaptativos que a comunidade de estudos e desenvolvimentos trabalha, surgem também desafios nunca antes vistos pelo mundo da engenharia, mas que a biologia parece acatar com simplicidade e graça, devido às similaridades com redes neurais compostas de inúmeros sensores e atuadores ligados a processadores centrais.

## Função
Como resultado, a estrutura ativa é mais apropriada para o tipo de carregamento ao qual suporta. Por exemplo, uma mudança na orientação geométrica de uma viga poderia reduzir os níveis de tensões e deformações máximos, enquanto uma mudança no formato poderia resultar numa estrutura menos suscetível a vibrações dinâmicas. Um bom exemplo de estrutura adaptativa é o corpo humano, onde o esqueleto suporta uma ampla faixa de carregamentos juntamente à musculatura, a qual se modifica de acordo à necessidade. No ato de carregar uma mochila, se a parte superior do corpo não ajustar o centro de massa de todo o sistema inclinando levemente para frente, a pessoa iria cair para trás.

## Design
Os atuadores da atualidade tem uma limitação quanto a movimentação, onde a maioria apresentam movimentação unidimensional, ou seja, somente estendem ou contraem ou rotacionam ao redor do eixo, quanto aos atuadores que conseguem uma maior movimentação (chamados two-way actuators), apresentam somente movimentação em duas direções. Essa limitação dos atuadores restringem as estruturas adaptativas em dois principais grupos: estruturas com treliça ativa, onde os atuadores tem comportamento linear e braços rotativos, onde o comportamento dos atuadores é rotativo.
	O ideal para uma estrutura adaptativa é que a mesma ofereça um baixo gasto energético e uma estabilidade estática e dinâmica aos esforços, sendo assim para conseguir um resultado mais próximo ao ideal, a geometria da mesma deve ser definida de maneira que a integridade estrutural não seja comprometida e que a movimentação não prejudique a resistência estrutural final.

## Aplicações

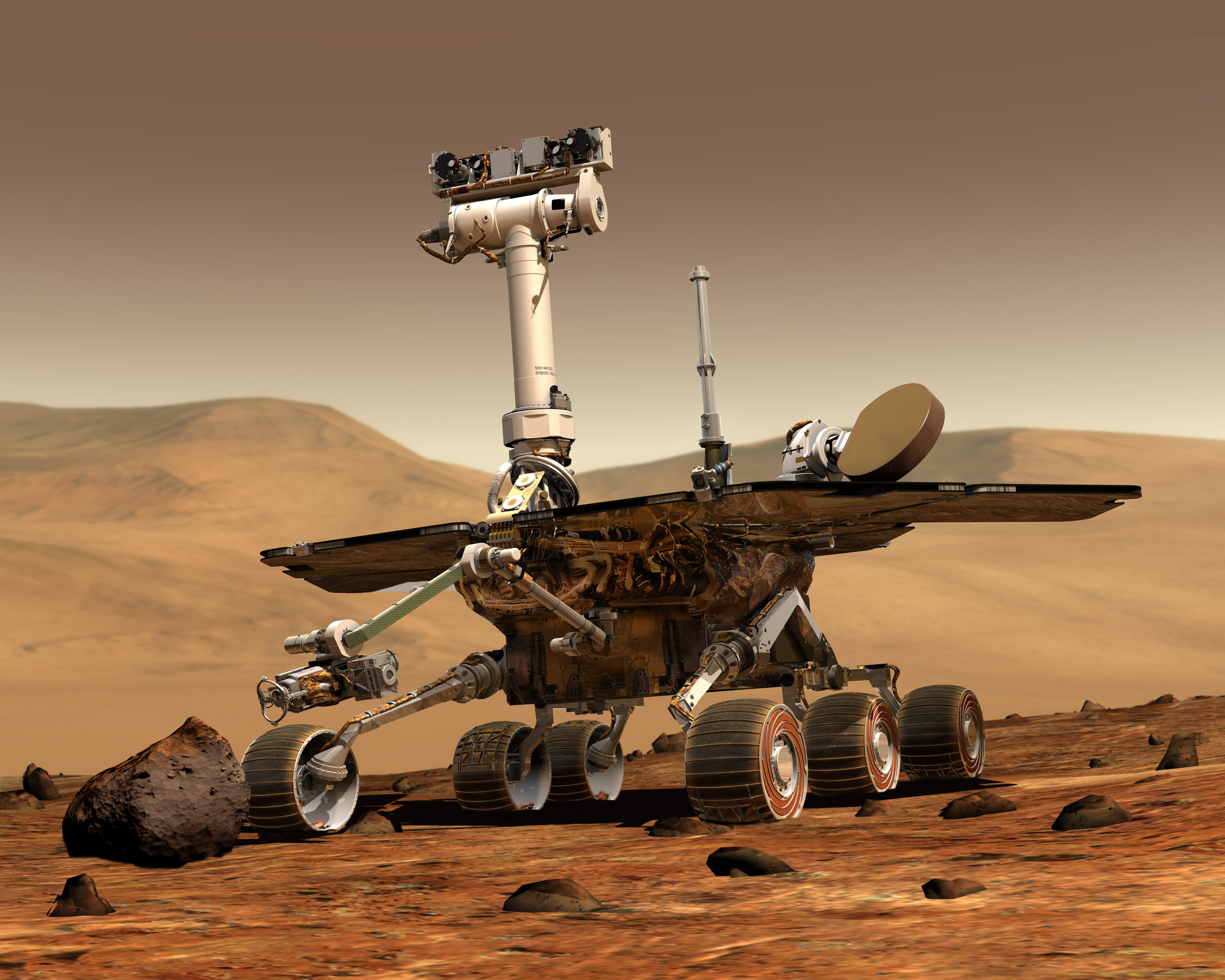
NASA Mars Rover

As Engenharias Aeronáutica e Aeroespacial têm sido as principais fontes de desenvolvimento de estruturas ativas modernas. Aeronaves e espaçonaves requerem adaptação por serem expostos a meios muito diferentes e, portanto, carregamentos durante sua vida útil. Antes de seu lançamento, os mesmos são expostos a carregamentos gravitacionais. Durante a decolagem são expostos a carregamentos dinâmicos e inerciais extremos e, durante o voo necessitam estar numa configuração que reduza o arrasto mas que também promova sustentação. Muito esforço tem sido voltado ao desenvolvimento de asas adaptativas para produzir uma que consiga controlar a separação das camadas limite e turbulências. Muitas estruturas espaciais utilizam adaptatividade para sobreviver em ambientes extremos ou obter maior acurácia. Por exemplo, antenas e espelhos espaciais podem ser ativados para que assumam uma orientação precisa. Ao passo que a tecnologia espacial avança, alguns equipamentos sensitivos (interferômetro óptico e infravermelhos astronômicos) necessitam estar precisamente localizados, na ordem de poucos nanômetros, enquanto a estrutura que os suporta possui dezenas de metros de dimensão.
	
As estruturas adaptativas são aplicadas, também, nas engenharias civil e mecânica, em situações onde estas superam as estruturas passivas em termo de energia e de custos financeiros. A sua aplicação está altamente relacionada ao elemento estrutural, material, dinâmica, controle e design da estrutura que se deseja obter.

## Ligações Externas
- Swiss Federal Institute of Technology (EPFL), Applied Computing and Mechanics Laboratory (IMAC)
- Cambridge University Deployable Structures Lab
- Hoberman Associates - Transformable Design
- CRG Technology: Morphing Processes